# Dominique Rodrigues
Dominique Rodrigues Gonçalves (* 26. März 1983 in Bad Urach) ist ein portugiesischer Fußballspieler.
Dominique Rodrigues spielte in der Jugend zunächst für die SpVgg 05 Nürtingen und den FV 09 Nürtingen, von dem er zum VfB Stuttgart wechselte. Mit dem VfB wurde er 1999 Deutscher B-Jugendmeister. Ein Jahr später wechselte er zum SSV Reutlingen 05, mit dem er in die U-19-Regionalliga, die damals die höchste A-Jugendspielklasse war, aufstieg. Für die erste Mannschaft des SSV Reutlingen debütierte Dominique Rodrigues am 6. Oktober 2002 am 8. Spieltag der Saison 2002/03 beim 3:2-Heimsieg seiner Mannschaft gegen Eintracht Trier in der 2. Bundesliga. Gegen Alemannia Aachen absolvierte er am 16. Spieltag derselben Saison seinen zweiten und letzten Einsatz in der 2. Bundesliga. Nachdem der SSV Reutlingen abgestiegen war und keine Lizenz für die Regionalliga erhalten hatte, wurde Dominique Rodrigues in der Saison 2003/04 in der Oberliga Baden-Württemberg acht Mal für den SSV eingesetzt. Im Verlauf dieser Spielzeit schloss er sich dem FC Nürtingen 73 an. 2006 wechselte Dominique Rodrigues zu den Stuttgarter Kickers, bei denen er sowohl für die zweite Mannschaft in der Oberliga als auch für die erste Mannschaft in der Regionalliga Süd im Einsatz war. Nach zwei Jahren verließ Dominique Rodrigues die Kickers und schloss sich dem 1. FC Frickenhausen an. Im Jahr 2014 übernahm er das Amt des Spielertrainers beim Kreisligisten TSV Oberboihingen.